# Isochromodes bidentata
Isochromodes bidentata är en fjärilsart som beskrevs av Paul Dognin 1913. Isochromodes bidentata ingår i släktet Isochromodes och familjen mätare. Inga underarter finns listade i Catalogue of Life.